# Bennwil
Bennwil é uma comuna da Suíça, no Cantão Basileia-Campo. Em 2017 possuía 665 habitantes. Estende-se por uma área de 6,51 km², de densidade populacional de 101,8 hab/km². Confina com as comunas de Diegten, Eptingen, Hölstein, Langenbruck, Niederdorf e Oberdorf. 

A língua oficial nesta comuna é a língua alemã.